# Assassinio nell'abbazia
Assassinio nell'abbazia (The White Priory Murders) è un romanzo giallo del 1934, scritto da John Dickson Carr con lo pseudonimo di Carter Dickson; è il secondo dei romanzi con protagonista il burbero Sir Henry Merrivale, detto il Vecchio.

## Trama
Marcia Tait negli ultimi anni è diventata una famosa attrice del cinema americano, ma le continuano a bruciare le stroncature che i critici inglesi le avevano fatto quando in passato aveva provato a calcare le scene teatrali; ora, per rifarsi, lascia Hollywood e si trasferisce a Londra, decisa a recitare in nuovo testo teatrale scritto per lei da Maurice Bohun, il proprietario della White Priory, la mitica Abbazia Bianca del diciassettesimo secolo. Non ascolta il regista e l'agente che l'hanno lanciata e che ora tentano disperatamente di farla tornare in patria prima che la sua casa di produzione le stralci il contratto. Ma qualcuno non è d'accordo con i suoi progetti. Prima Marcia riceve una scatola di cioccolatini avvelenati, anche se lei non mangia dolci; poi qualcuno tenta di spingerla giù dalle scale al buio; infine viene assassinata da qualcuno che le fracassa il cranio mentre si trova nello Specchio della Regina, il padiglione della White Priory che sorge nel mezzo di un laghetto artificiale. Il problema è che il delitto si è verificato dopo una fitta nevicata, che ha ricoperto il laghetto ghiacciato; allora perché l'assassino non ha lasciato orme?
Fioccano i sospetti: amanti delusi, donne gelose, rancori professionali, la bellissima Marzia non aveva che da scegliere. Fortuna che tra i presenti si trova il giovane diplomatico americano Jim Bennett, che però è anche il nipote di Sir Henry Merrivale; e così il Vecchio, ufficialmente perché non lascerebbe mai nei guai qualcuno della famiglia, si troverà a sciogliere l'ennesimo intrigo della camera chiusa, ma non prima che si verifichi un altro delitto e che lo stesso acume del Vecchio venga messo a dura prova.

## Personaggi
- Sir Henry Merrivale, il Vecchio
- Jim Bennett, diplomatico americano e suo nipote
- Marzia Tait, bellissima attrice americana
- Carl Rainger, il suo regista
- Tim Emery, il suo agente
- Maurice Bohun, storico e proprietario della White Priory
- John Bohun, suo fratello e corteggiatore di Marzia
- Katharine Bohun, loro nipote
- Lord Canifest, ricco uomo d'affari
- Louise Kanewe, sua figlia
- Humphrey Masters, ispettore del CID
- Thompson, maggiordomo della White Priory

## Edizioni italiane
- Sangue al priorato, collana Gialli del secolo n. 23, Edizioni Casini, 1952.
- Assassinio nell'abbazia, traduzione di Anna Maria Francavilla, collana I classici del Giallo Mondadori n. 614, Arnoldo Mondadori Editore, agosto 1990.
- Assassinio nell'abbazia, traduzione di Anna Maria Francavilla, in Misteri sotto la neve, collana Gli speciali del Giallo Mondadori n. 6, Arnoldo Mondadori Editore, novembre 1995.